# Dalwandbreuk
Een dalwandbreuk is een breuk in de bergwand van een dal die is ontstaan als gevolg van een onstabiele ondergrond.

## Zuid-Limburg
In Nederlands Zuid-Limburg bevinden zich in verschillende hellingen dalwandbreuken in de kalksteen. Deze breuken ontstaan in steile hellingen doordat de ondergrond van zo'n helling instabiel is. Dit kan onder andere het gevolg zijn van een laag klei of fossielgruis in de bodem. De breuken liggen gemiddeld onder een hoek van 70 graden in de hellingen (in de richting van het laagste punt van het landschap) en blijven actief. Aan de dalzijde van de breuk ontstaan er kleine verschuivingen in het gesteentepakket. In de dalwand kunnen achter elkaar meerdere dalwandbreuken ontstaan die er samen voor zorgen dat de kalksteenlagen zich trapsgewijs in de bodem bevinden.
Plaatsen waar een dalwandbreuk is aangetroffen zijn:
- Fluweelengrot[1]
- Bemelerbosgroeve II[2]